# Semantisch lexicon
Een semantisch lexicon is een woordenboek van woorden met hun semantische klassen zodat men verbanden kan trekken tussen woorden die voorheen niet met elkaar in verband waren gebracht. WordNet is een semantisch lexicon voor de Engelse taal.